# Tomasek Pál
Tomasek Pál, Tomaschek (Jolsva, 1802. június 30. – Budapest, 1887. november 9.) evangélikus gimnáziumi igazgató-tanár.

## Élete
Jolsvai (Gömör vármegye) származású, ahol atyja evangélikus lelkész volt. Tanulmányait Sajógömörben, Rozsnyón, Késmárkon végezvén, a Máriássy-családnál nevelősködött. Innét a bécsi protestáns teológiai intézetben nyelvészeti, bölcseleti és teológiai tanulmányokkal foglalkozott. Krause magánnevelő-intézetében mint bejáró tanár a tanítással gyakorlatilag megismerkedett. Azután 1828. április 9-től Halleban tanult és körutat tett Németországban (Lipcsét, Berlint, Erlangent és Schnepfenthalt meglátogatva). Ezen szakszerű előkészülés után 1829-ben a mezőberényi főgimnáziumhoz hívták meg igazgatótanárnak. 1835-ben a lőcsei gimnáziumban tanított. 1849 őszétől, a Bach-korszakban mint császári és királyi iskola-felügyelő a felvidék gimnáziumait látogatta. Öreg napjaira nyugalomba vonulva, Budapestre költözött és az egyházi testületek gyűléseit látogatta. Mint nyugalmazott iskola-tanácsos hunyt el 1887. november 9-én Budapesten 86. életévében.
Cikkei a lőcsei evang. gymnasium Értesítőjében (1833. De gymnasio agrobereniensi commentarius historicus), a Sárospataki Füzetekben (1857. Nyilt levél Hegedűs Lászlóhoz).

## Elismerései
- Ferenc József-rend lovagja

## Művei
- Notitiae quaedam de lyceo ev. aug. c. Leutschoviensi. Particula I. Leutschoviae, 1837.
- Amplissiomorum inspectorum auctoritate, lyceique ev. a. c. Leutschoviensis nomine, absolutis per omnes classes censuris a d., 17. usque 26, examina solemnia diebus 27 et 28 mensis Junii anni 1839. in ejusdem lycei scholis omnibus celebranda rite indicit. particula II. Uo.
- Geschichte der evang. Kirchengemeinde Augs. Corf. in Ofen... In Druck gegeben von Johann Hunfalvy. Bpest, 1880.